# 서피스 Go 2
서피스 Go 2(Surface Go 2)는 마이크로소프트가 개발한 2-in-1 분리형 태블릿 컴퓨터이다. 그것은 서피스 Go의 2세대이며 서피스 북 3과 함께 2020년 5월 6일 온라인에 발표되었다. 2020년 5월 12일부터 구입할 수 있다. 2021년 10월, 이 모델은 서피스 Go 3로 대체되었다.